# Talus Taylor
Talus Taylor (* 18. September 1929 in New York; † 15. Februar 2015 in Paris) war ein US-amerikanischer Kinderbuchautor und Zeichner.

## Werdegang
Nach seiner Ausbildung zum Biologielehrer lebte Taylor in Paris. In den 1960ern lernte er dort die Architekturstudentin Annette Tison kennen. Zunächst wurden sie Arbeitspartner und entwickelten gemeinsam die Zeichenfigur Barbapapa, die erstmals 1970 veröffentlicht wurde. Im Laufe der Zeit wurde aus der Arbeitsbeziehung eine Liebesbeziehung und Tison wurde Taylors Ehefrau. Barbapapa wurde weltweit in 30 Sprachen übersetzt und als Zeichentrickserie umgesetzt. Nach dem Erfolg mied das Paar die Öffentlichkeit und lebte sehr zurückgezogen. Beide galten als äußerst öffentlichkeitsscheu.